# Porrog
Porrog község Somogy vármegyében, a Csurgói járásban, a Zalaapáti-hát területén.

## Fekvése
Csurgótól északnyugatra fekszik, a horvát határ közelében, a Porrogszentkirály-Surd közti 6813-as út mentén.

## Története
A települést először 1536-ban említették írásban, amikor özvegy Laky Lázárnéé és más birtokosoké volt. 
1550-ben Török Ferenc és György, Huszár János és Laky Lázár özvegye volt a birtokosa. Az 1552–54. évi török hadjáratok alatt elpusztult és 1565–66-ban mindössze egy házat találtak benne a török adószedők, 1571-ben pedig hatot. 
1598–99-ben Batthyány György, 1626–27-ben pedig a Hollósy család, 1700–1702 táján a Saicz család birtoka volt. 1715-ben is csak három háztartást írtak benne össze. 1726-ban és 1733-ban Malik Ferenc, 1767-ben Bezerédj Károly özvegye, szül. Bogyay Judit és Kelcz Ignácné, szül. Preszek Mária, birtokában volt. 1773-ban Malik László és Kelcz Ignác, 1776-ban Malik László, a Póka, Hochreiter, Kanisay és Simonovics család volt itt birtokos. A 19. század első felében Hochreiter Ambrus, Török Pál és gróf Festetics György volt a földesúr, a 20. század elején herceg Festetics Tasziló volt a nagyobb birtokosa. 
1878-ban egy nagy tűzvészben a fél falu leégett. 
Az 1901-ben épült haranglábhoz 1995-ben kezdtek el hozzáépíteni egy evangélikus templomot. Az építkezés 1996-ban fejeződött be.
A lakók nagy része szőlő, alma, málna és fenyő termesztésével foglalkozik.
A községben 2007-ben 216 fő élt és összesen 130 lakás volt.

## Elpusztult települések
A mai Porrog szomszédságában feküdt a középkorban Lak helység, amely már az 1332–1337. évi pápai tizedjegyzékben is szerepelt. 1550-ben még megvolt, de kevéssel azután elpusztult.

## Közélete

### Polgármesterei
- 1990–1994: Horváth Zsolt (független)[5]
- 1994–1998: Horváth Zsolt (független)[6]
- 1998–2002: Horváth Zsolt (független)[7]
- 2002–2006: Horváth Sándor (független)[8]
- 2006–2010: Horváth Sándor (független)[9]
- 2010–2014: Merőtey Katalin (független)[10]
- 2014–2019: Madarász Zoltán (független)[11]
- 2019–2024: Madarász Zoltán (független)[12]
- 2024– : Madarász Zoltán (Fidesz-KDNP)[1]

## Népesség
A település népességének változása:
| Lakosok száma | 230  | 216  | 205  | 180  | 188  | 186  | 182  |
|               | 2013 | 2014 | 2015 | 2021 | 2022 | 2023 | 2024 |

A 2011-es népszámlálás során a lakosok 99,6%-a magyarnak, 26% cigánynak, 1,8% románnak mondta magát (0,4% nem nyilatkozott; a kettős identitások miatt a végösszeg nagyobb lehet 100%-nál). A vallási megoszlás a következő volt: római katolikus 49,8%, református 3,6%, evangélikus 34,1%, felekezet nélküli 5,4% (7,2% nem nyilatkozott).
2022-ben a lakosság 98,4%-a vallotta magát magyarnak, 2,1% cigánynak, 0,5% egyéb, nem hazai nemzetiségűnek (1,6% nem nyilatkozott; a kettős identitások miatt a végösszeg nagyobb lehet 100%-nál). Vallásuk szerint 29,8% volt római katolikus, 21,3% evangélikus, 6,9% református, 1,1% egyéb katolikus, 3,7% felekezeten kívüli (37,2% nem válaszolt).

## Nevezetességei
Bár nem Porrogról közelíthető meg legegyszerűbben, de a község közigazgatási területéhez tartozik a szép fekvésű, egy tó félszigetén elhelyezkedő ágneslaki arborétum és benne az ökoturisztikai centrumként is szolgáló vadászház.
A településen sok régi, vakolatdíszes lakóház látható. Évente borversenyt is rendeznek itt.

## Képek

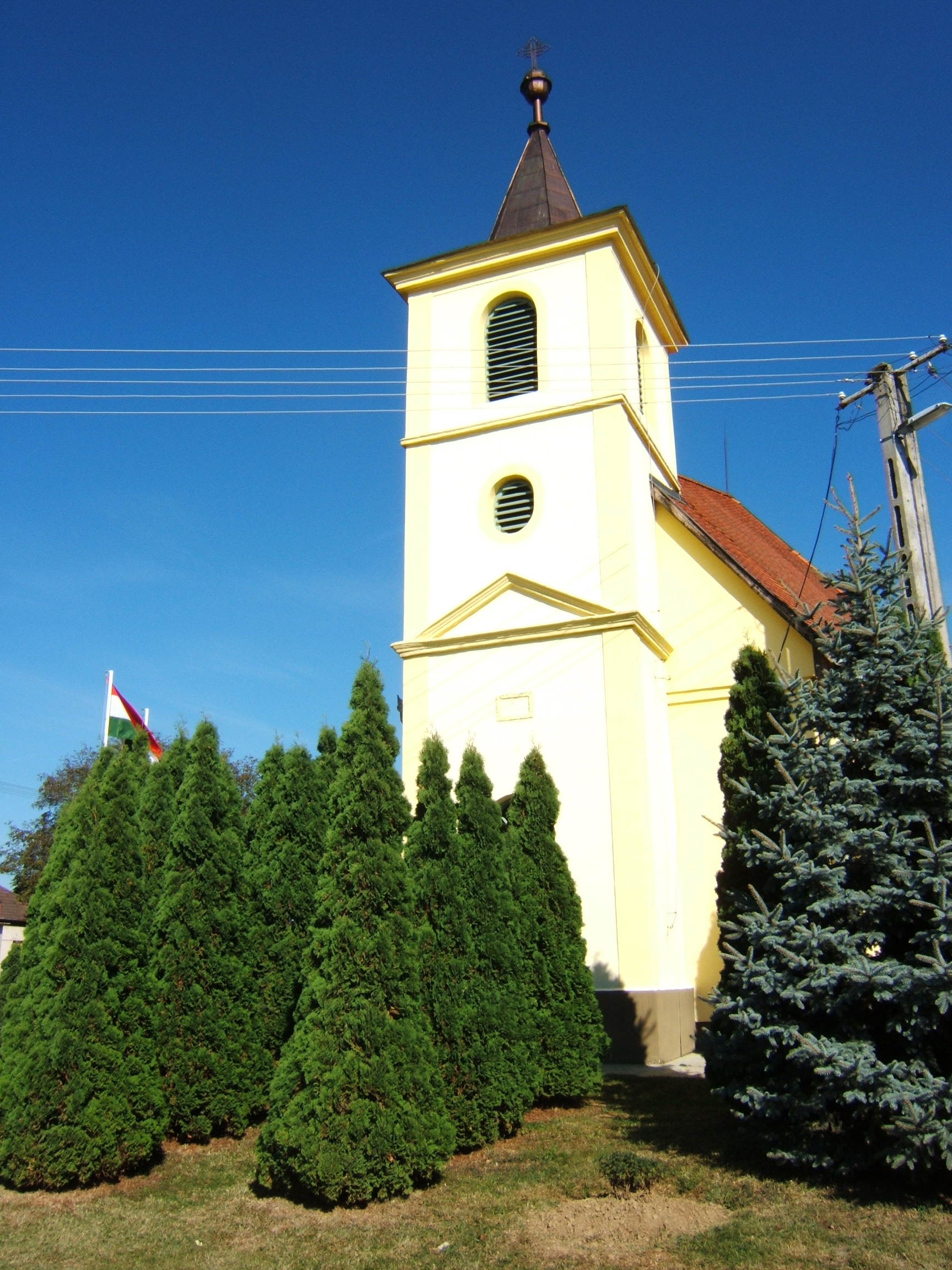
Az evangélikus templom tornya (1901)
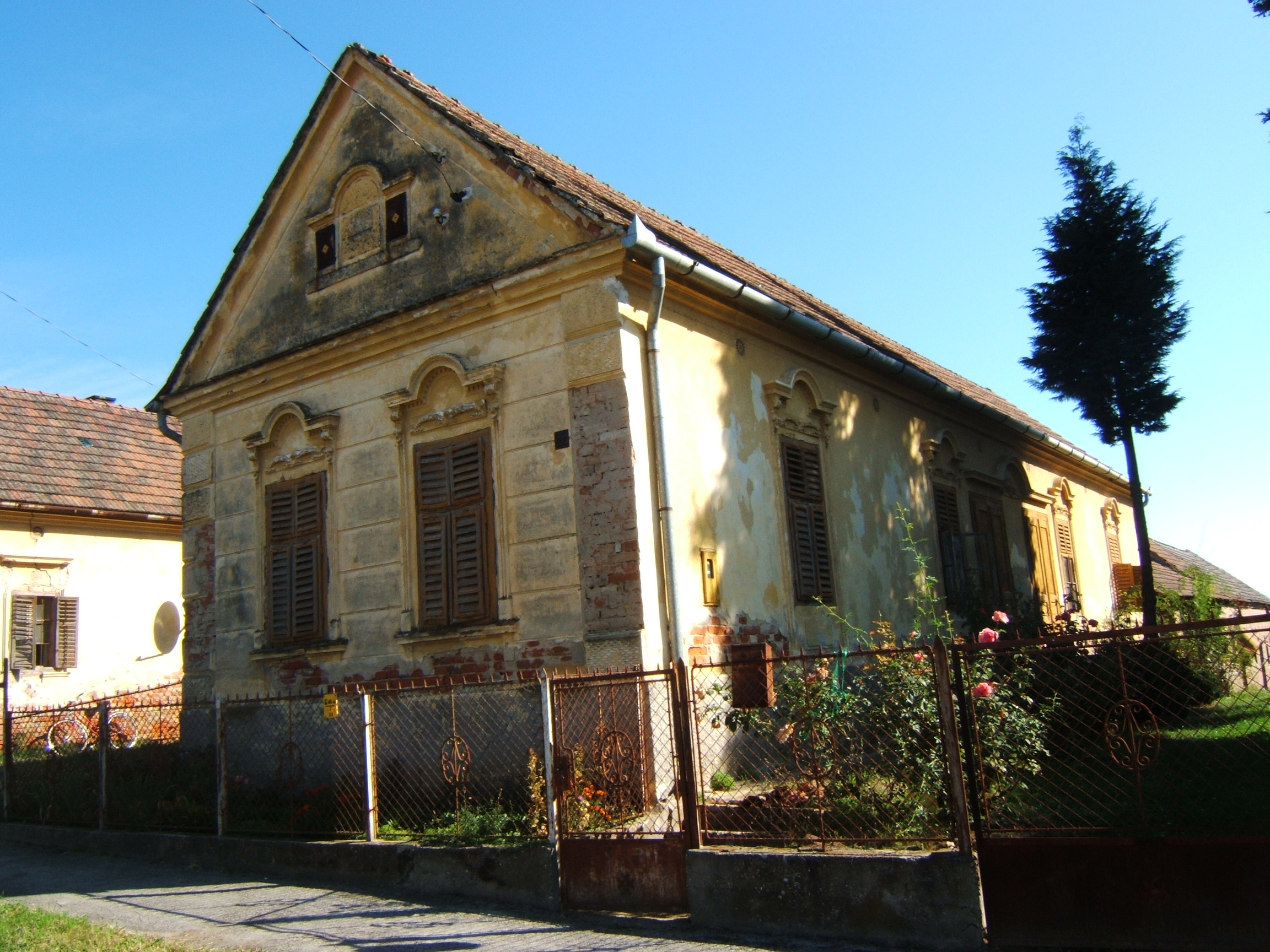
Vakolatdíszes népi lakóház
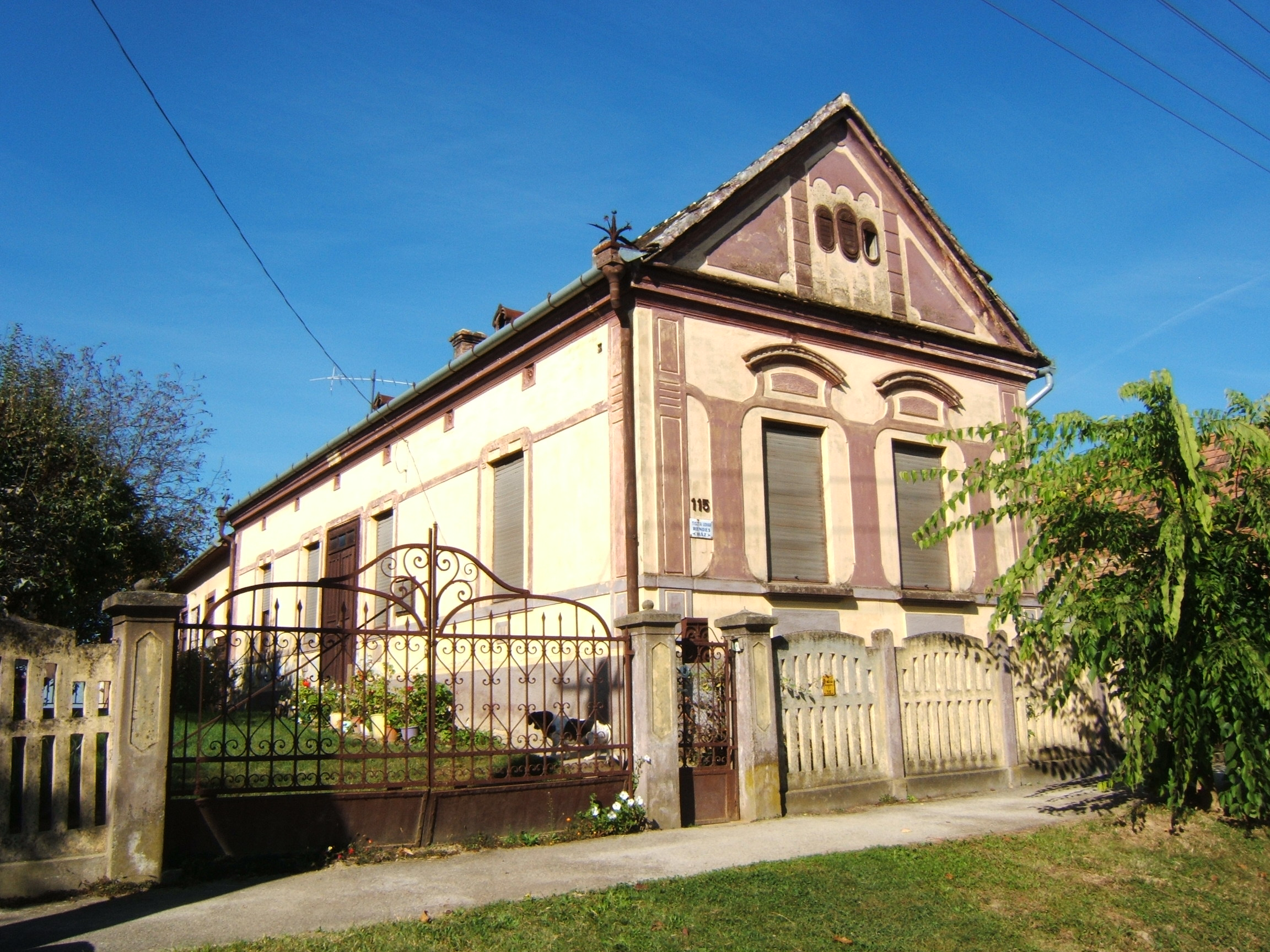
Vakolatdíszes népi lakóház
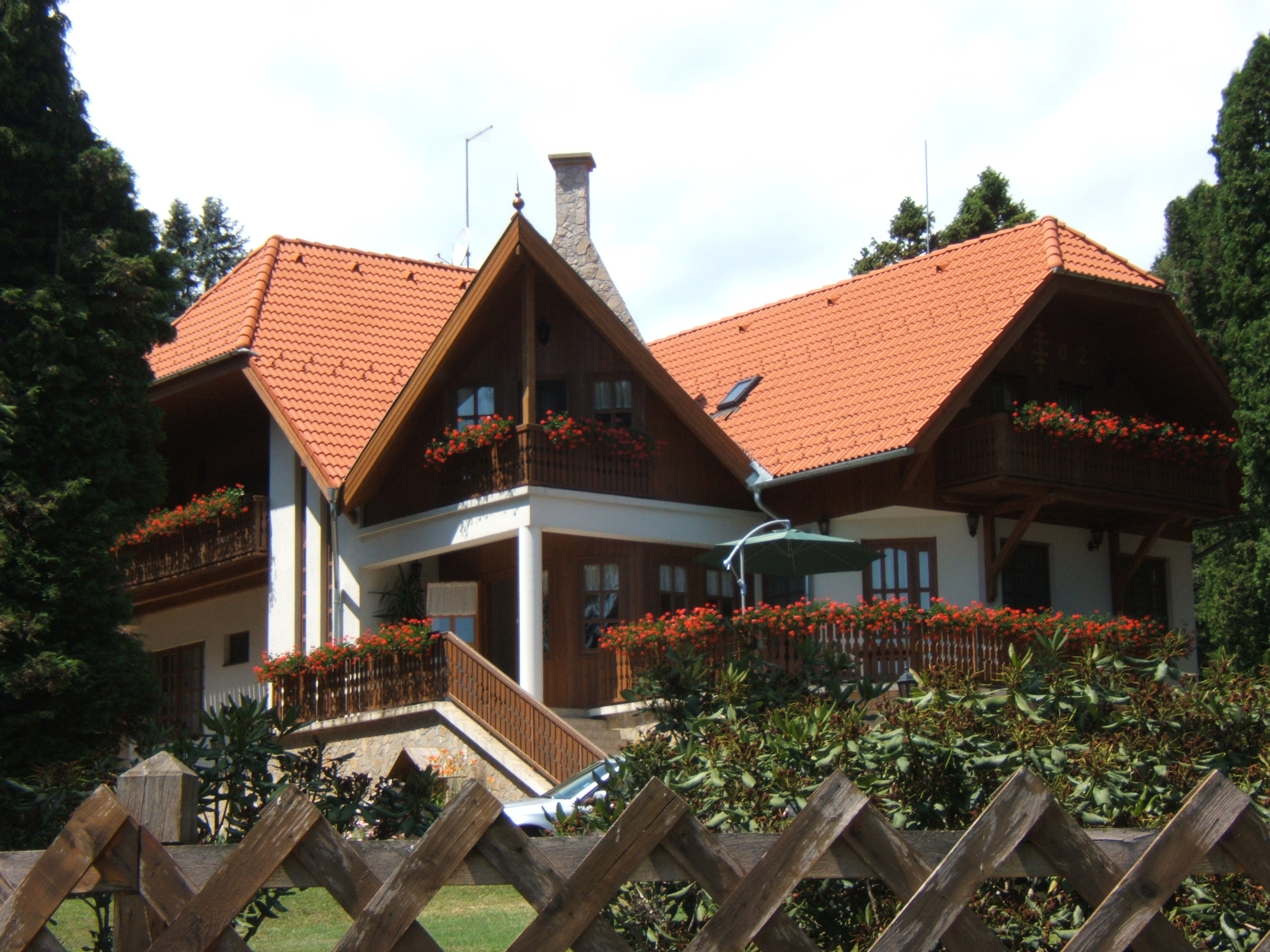
Az ágneslaki vadászház